# Birdshot (filme)
Birdshot é um filme de drama filipino de 2017 dirigido e escrito por Mikhail Red e Rae Red. Foi selecionado como representante de seu país ao Oscar de melhor filme estrangeiro em 2018.

## Elenco
- Mary Joy Apostol - Maya
- Arnold Reyes - Domingo
- John Arcilla - Mendoza
- Ku Aquino - Diego